# Convenção Alpina

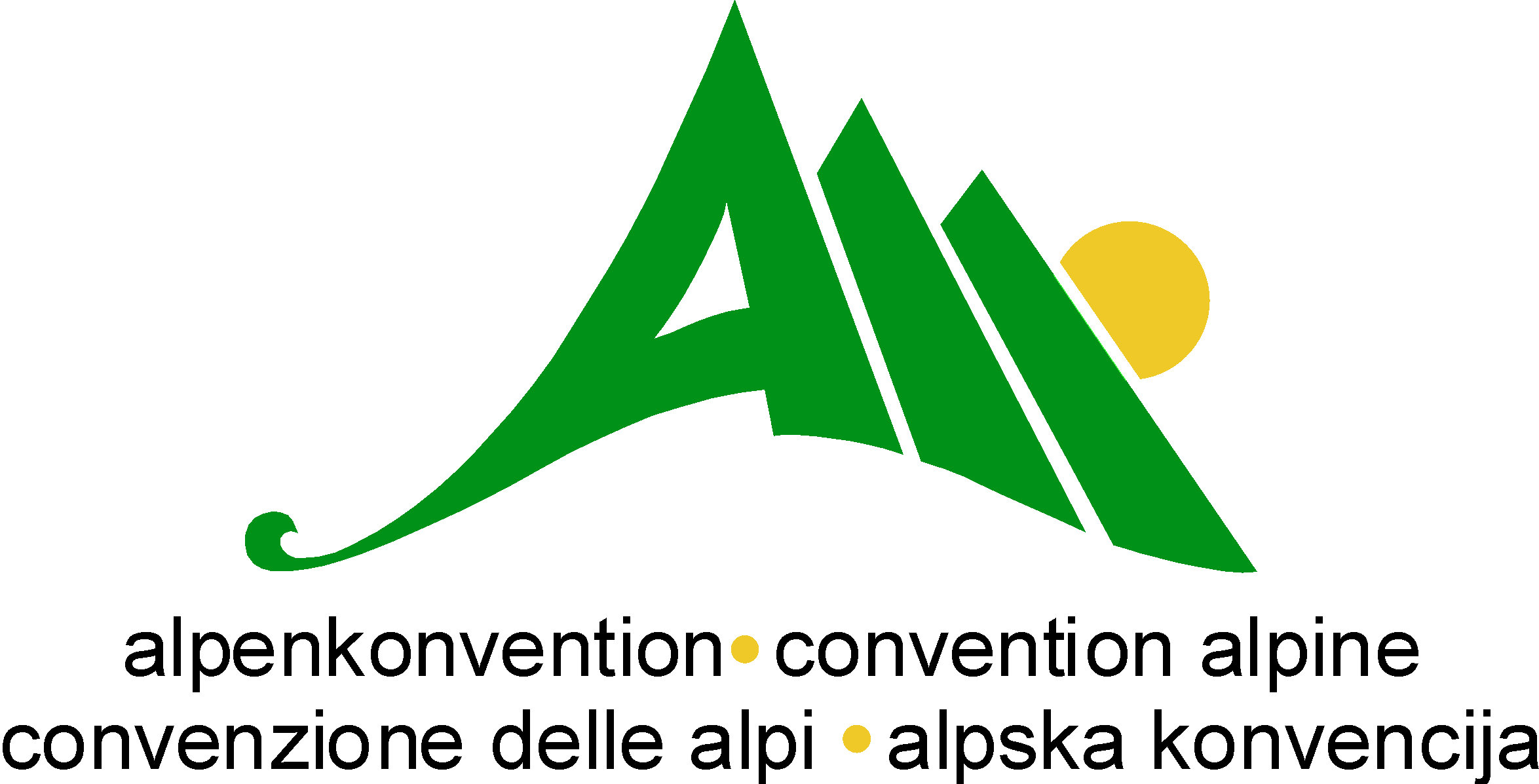
Logotipo da Convenção Alpina

A Convenção Alpina (Convenção Alpina) é um acordo territorial internacional para garantir o desenvolvimento sustentável da região dos Alpes. Proposta pela União Europeia e pelos oito estados da região (Áustria, Alemanha, Itália, Liechtenstein, Mónaco, Eslovénia, França e Suíça). A Convenção Alpina foi aberta à assinatura em 1991,entrando em vigor em 1995, e os seus objetivos incluem a proteção do meio ambiente, a preservação das tradições culturais, bem como o reconhecimento, através da implementação de protocolos e declarações, das características específicas da região para além das fronteiras nacionais.

## Área

Área abragida pela Convenção

A área total em que opera a Convenção Alpina é de 190 959 km2 (73 730 mi2), engloba 5 867 municípios (a partir de Janeiro de 2008). A área Alpina, definida pela convenção estende-se ao longo de 1 200 km (746 milhas) e a sua largura máxima chega aos 300 km (ou 186 milhas) atravessando um total de oito estados localizados entre a Baviera e norte da Itália. 
Os maiores Estados-membro da Convenção - Áustria e Itália, são responsáveis por mais de 55% do território e, juntamente com a França, são responsáveis por 3/4 da área da região. Em seguida, vêm as áreas alpinas da Suíça, Alemanha e Eslovénia, bem como dois pequenos estados europeus - o Principado do Liechtenstein e Mónaco. Localizados no coração da Europa, os Alpes sempre foram o território de especial importância, não só para os seus habitantes (quase 14 milhões de pessoas - dados em 2007), mas também para os moradores das regiões vizinhas.

## Objectivos
Objectivos da Convenção Alpina - desenvolver um património comum da região e preservá-lo para as gerações futuras através da cooperação internacional, envolvendo nesse processo, os governos nacionais, autoridades locais, universidades, empresas privadas e da sociedade civil. A Convenção está baseada no fato de os Alpes serem uma região importante para os seus habitantes e define um documento-quadro que explica os princípios básicos para o desenvolvimento sustentável na região.

## Princípios

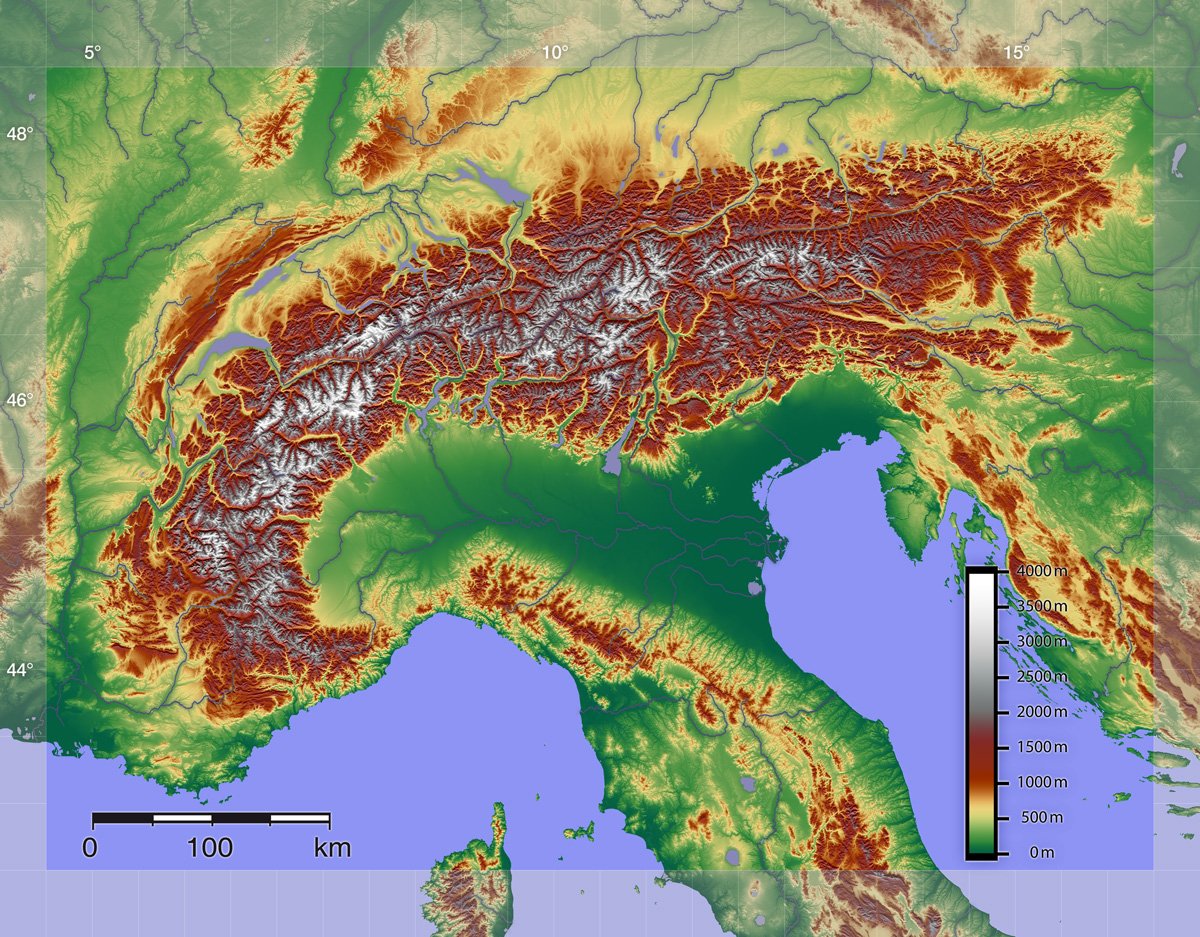
Relevo alpino

Aplicação dos princípios contidos na Convenção-Quadro é regulada por um protocolo especial que define medidas específicas para a proteção ambiental e o desenvolvimento sustentável da região alpina. Atualmente, existem oito: 
1. "Protocolo sobre o ordenamento do território e desenvolvimento sustentável";
2. "Protocolo para a protecção do ambiente e da paisagem";
3. "Protocolo sobre agricultura de montanha";
4. " Protocolo Floresta";
5. "Protocolo sobre o Turismo";
6. "Protocolo para a Energia";
7. "Protocolo para a conservação do solo";
8. "Protocolo dos Transportes".

Além destes, em Novembro de 2006, foram adotadas duas declarações ministeriais: a "Declaração sobre a demografia e cultura", e a "Declaração sobre Mudanças Climáticas", que se tornou em 2009 a base para o "Plano de Ação" que visa manter as condições climáticas dos Alpes.

## Órgãos
O órgão supremo da comunidade alpina é o Comité Permanente, convocado a cada dois anos pelo país que preside a Convenção Alpina (o país-presidente é eleitos para um mandato de 2 anos). Existem reuniões do Comité Permanente para debater todos os programas, projetos e instituições da Convenção Alpina. Estas são abertas a observadores externos - representantes da ONU e estruturas do Conselho da Europa, países europeus, organizações não-governamentais, acadêmicos, políticos e especialistas. Todas as decisões são tomadas por consenso.
O Secretariado Permanente é o órgão administrativo e oferece os serviços necessários para os cidadãos da Convenção Alpina. Em caso de uma emergência, para lidar com problemas específicos no âmbito da Convenção, podem ser criados grupos de trabalho e plataformas, analisando cada situação tendo em conta estudos científicos. 

## Grupos de trabalho
Atualmente estão formados 10 grupos de trabalho em áreas como:
- Transporte.
- Património Mundial da UNESCO.
- Desastres naturais.
- Rede de áreas protegidas.
- Elaboração de relatórios sobre o estado da região alpina.
- Uso de recursos hídricos.
- Plataforma de grandes carnívoros e animais de casco.
- Demografia e emprego.
- Estratégia Alpina macro-regional.
- Agricultura de montanha.